# Будки (Волынская область)
Бу́дки (укр. Будки) — село в Маневичской поселковой общине Камень-Каширского района Волынской области Украины.
До 2020 года входило в Маневичский район.
Код КОАТУУ — 0723680601. Население по переписи 2001 года составляет 446 человек. Почтовый индекс — 44641. Телефонный код — 3376. Занимает площадь 11,155 км².